# Micrathena gracilis
Micrathena gracilis är en spindelart som först beskrevs av Charles Athanase Walckenaer 1805.  Micrathena gracilis ingår i släktet Micrathena, och familjen hjulspindlar. Inga underarter finns listade.